# Kayenta
Kayenta (Navajo: Tó Dinéeshzheeʼ) ist ein Census-designated place im Navajo County im Bundesstaat Arizona. Das U.S. Census Bureau hat bei der Volkszählung 2020 eine Einwohnerzahl von 4.670 ermittelt. Kayenta liegt in einer Höhe von 1719 m.
Er befindet sich südlich des Monument Valley und beherbergt einige Hotels für die Besucher des Tals. Aufgrund der Lage in der Navajo Nation Reservation ist in Kayenta der Verkauf von Alkohol verboten.
Südlich von Kayenta beginnt der U.S. Highway 163 am U.S. Highway 160.